# Округ Самбор
Округ Самбор (нем. Bezirk Sambor, Самборский уезд, пол. Powiat samborski) — административная единица коронной земли Королевства Галиции и Лодомерии в составе Австро-Венгрии, существовавшая в 1867—1918 годах. Административный центр — Самбор.
Площадь округа в 1879 году составляла 93165 квадратных миль (536,07 км2), а население 75 402 человека. Район насчитывал 82 поселения, организованные в 80 кадастровых муниципалитетов. На территории округа действовали 2 суды районные — в Самборе, и в Луке.
В течение 1915 года уезд входил в состав Перемышльской губернии, образованной на занятой русскими войсками территории Австро-Венгрии.
После Первой мировой войны округ вместе со всей Галицией отошёл к Польше.